# Givin' All My Love
"Givin' All My Love" é uma canção do projeto de eurodance Whigfield. Foi lançada em 19 de março de 1998 como último single do segundo álbum Whigfield II. A canção recebeu desempenho razoável, chegando a alcançar o número 33 na Europa. Givin' All My Love foi escrita pela vocalista original da música Annerley Gordon, juntamente com Daniela Galli, Davide Riva e Paul Sears.

## Lista de faixas

### CD maxi[3]

#### Europa
1. "Givin' All My Love" (original radio edit) - 3:36
2. "Givin' All My Love" (Alesis edit mix) - 3:58
3. "Givin' All My Love" (Alesis extended mix) - 5:48
4. "Givin' All My Love" (Gambadubs easy mix) - 6:33

Escandinávia
1. "Givin' All My Love" (Alesis edit mix) - 3:58
2. "Givin' All My Love" (Alesis extended mix) - 5:48
3. "Givin' All My Love" (original radio edit) - 3:36
4. "Givin' All My Love" (Gambadubs easy mix) - 6:33

## Desempenho nas tabelas musicais

### Tabela musical
| Tabela musical (1998)                | Posição de pico |
| ------------------------------------ | --------------- |
| União Europeia - (Eurochart Hot 100) | 33              |